# Berosus hispanicus
Berosus hispanicus is een keversoort die behoort tot de familie van de spinnende waterkevers (Hydrophilidae). De wetenschappelijke naam van de soort is gepubliceerd in 1847 door Heinrich Karl Küster. De soort was bij Cartagena (Spanje) verzameld door Christian Handschuch, die de soortaanduiding hispanicus in zijn correspondentie met Küster had voorgesteld.
Deze kevers zijn 3,7 tot 5,3 mm lang. Ze komen voor in het westelijk deel van het Palearctisch gebied, en vooral rond de Middellandse Zee. Ze zijn ook waargenomen in België en Nederland.